# Запис храст код цркве (Маћија)
Запис храст код цркве (Маћија) се налази на парцели чији је власник Црквена општина Маћијска.

## Локација
| Општина             | Ражањ                                                                       |
| Катастарска општина | Маћија                                                                      |
| Потес               | Главичар                                                                    |
| Координате          | 43° 41′ 19″ С; 21° 29′ 50″ И / 43.688600000000001° С; 21.497299999999999° И |
| Надморска висина    | 195m                                                                        |

## Карактеристике
Дендрометријске вредности утврђене на терену и сателитским снимцима:
| Стабло                     | Храст |
| Висина стабла              | m     |
| Обим дебла                 | m     |
| Пречник крошње             | 22m   |
| Пречник дебла              | m     |
| Висина дебла до прве гране | m     |

## База записа
Запис је у оквиру Викимедија пројекта "Запис - Свето дрво" заведен под редним бројем 0656.